# Rhipidure ombré
Rhipidura tenebrosa
Espèce
Statut de conservation UICN

 NT  : Quasi menacé
Le Rhipidure ombré (Rhipidura tenebrosa) est une espèce de passereaux de la famille des Rhipiduridae.

## Répartition
Il est endémique de l'île Makira dans les Salomon.

## Habitat
Il habite les forêts humides tropicales et subtropicales en plaine.
Il est menacé par la perte de son habitat.